# Stelsi
Stelsi (Сте́лсі) — український гурт, створений 1999 року в місті Чернівці, для популяризації електронної музики українського зразка.

## Коротка інформація
Оскільки на той час яскравих представників у сфері електронної музики в Україні не було, Stelsi не оминали жодної можливості зарепрезентувати для широкого загалу синтетичний бік сучасної музики. За більш ніж десять років гурт має в доробку 7 платівок і збірку найкращих пісень, що вийшла в серії «MP3-колекція». Один із альбомів був виданий у Німеччині та Нідерландах, пісні з якого декілька тижнів поспіль протрималися у топ-тенах німецьких та голландських чартів.
Тоді у музиці Stelsi почали домінувати мотиви, як Центральної Європи так і Сходу. Саме в цей час відбувається перехід гурту від клубного проекту до живого музичного колективу, на зразок рок групи, але вже в новій якості, більш стилістично оригінальній. І ось на порозі черговий поворот, цього разу до українського фольклору.
Із 2005 року колектив зосередився на стилі електро-фольк. Першою ластівкою стала платівка «Там». Остаточно цей стиль закріпився в альбомі «Товариство з безмежною відповідальністю» (виданий лейблом «UKRmusic»). Музичну канву гурту складають семпли та музичні фрагменти з автентичних українських пісень та казок у притаманному для Stelsi електронному обрамленні. Наразі гурт продовжує лінію так званого електро-фольку із завзятістю та прагненням занурити українську молодь у нестримне енергетичне поле української народної музики в сучасній електронній обгортці. В результаті сьогодні гурт має яскраве обличчя, яке легко вирізнити з-поміж інших.

## Склад гурту «Stelsi»
- Олексій Кухарський — вокал
- Олександр «Гуня» Веренінов — гітара
- Микола  Кобилюк — клавіші, семплінг, бек-вокал
- Сергій Палка — бас, бек-вокал

## Дискографія
| Альбом              | Рік видачі | Короткий опис | Жанр                                      | Трекліст |
| ------------------- | ---------- | --- | ----------------------------------------- | --- |
| СТЕЛСІ              | 2000       | Дебютний альбом виданий обмеженим тиражем. Надалі більшість треків видавалися на наступних альбомах гурту в обробленому вигляді.                                                                     | від break-beat до techno-hardcore         | Intro Phoenix Jay Beat (House vers.) Up&up Sweet Narcotic Sunshine НДЛМ Feel da groove Action Outro Bonus Beats.                                    |
| СУЦІЛЬНА СИНТ-ЕТИКА | 2001       | Другий та найважчий альбом гурту. Був виданий масовим накладом на лейблі «Піраміда». | break-beat, electro-core                  | Голови руки Фенікс Рута-брейк 50 000 Watts Суцільна Синт-етика Новий світ Сонцесвіт 123 Drop it НДЛМ Повелитель Ріка Будь готов (feat. MC Val)      |
| СОНЦЕСХІД           | 2002       | Сонячно теплий та позитивний за своїм настроєм третій альбом, навіяний індо-арабськими ритмами. Містив брейковий «бойовичок» — Чернівці (Чудове місто), як спробу віддати належне рідному місту.     | від arab-house, arab-break до dream-house | Сонценсхід Up & up (Indomix) Крішна був десь тут Шива Даліла Мирослав Канабіс Міраж Чернівці (Чудове місто) Mr.Scratch Гучномовець Ріка (Частина 2) |
| МОДЕЛЬ              | 2003       | Трьохмовний альбом (Укр. Eng. Deu.). Головна пісня «Das Modell» (Модель), є переспівкою однойменної пісні 70-х років, від німецьких електронників «Kraftwerk».                                       | electro-pop, break, hip-hop               | Das Modell Edem Моя улюблена Діти осені Casino Big mama Модель (Ремікс) Моя улюблена (Фрейд версія)                                                 |
| ALIENS              | 2004       | Альбом був виданий у Німеччині та Нідерландах. Розповсюдженням в Україні займались одразу декілька компаній. Більшість пісень німецькою мовою, згодом перекладені та заспівані українською.          | electro-pop, break, house                 | Preludium Surinami Traum Scotch Aliens Vertigo Lorelei Topotun Nebelung Porno Kick up Mr.Kanabiz Invaiders Aliens (Remix).                          |
| ТАМ…                | 2005       | Альбом, що ознаменував переломний момент в музиці та становленні подальшої стилістики «Stelsi». Широке використання українського фольку в сукупності з електронним надбанням попередніх років гурту. | electro-techno-folk                       | Там СССР Безроботи Молодий Про це ПіАр Лукавий Арніка Stelsi Тобі.                                                                                  |
| МР3 КОЛЕКЦІЯ        | 2006       | Колекція з 6 альбомів та 15 окремків, створених за період із 2000 по 2005 р. від столичного видання «MP3 RECORDS».                                                                                   | —                                         | 6 Альбомів 15 Синглів |